# Шемонаиха
Шемонаиха (каз. Шемонаиха) — город в Казахстане, административный центр Шемонаихинского района Восточно-Казахстанской области.

## География
Расположен на реке Уба (правый приток реки Иртыш), в 130 км к северо-западу от Усть-Каменогорска, по направлению к границе с Российской Федерацией (с Алтайским краем). Железнодорожная станция на линии Локоть—Риддер, на которой расположен казахстанский железнодорожный пункт пропуска через границу.

## История

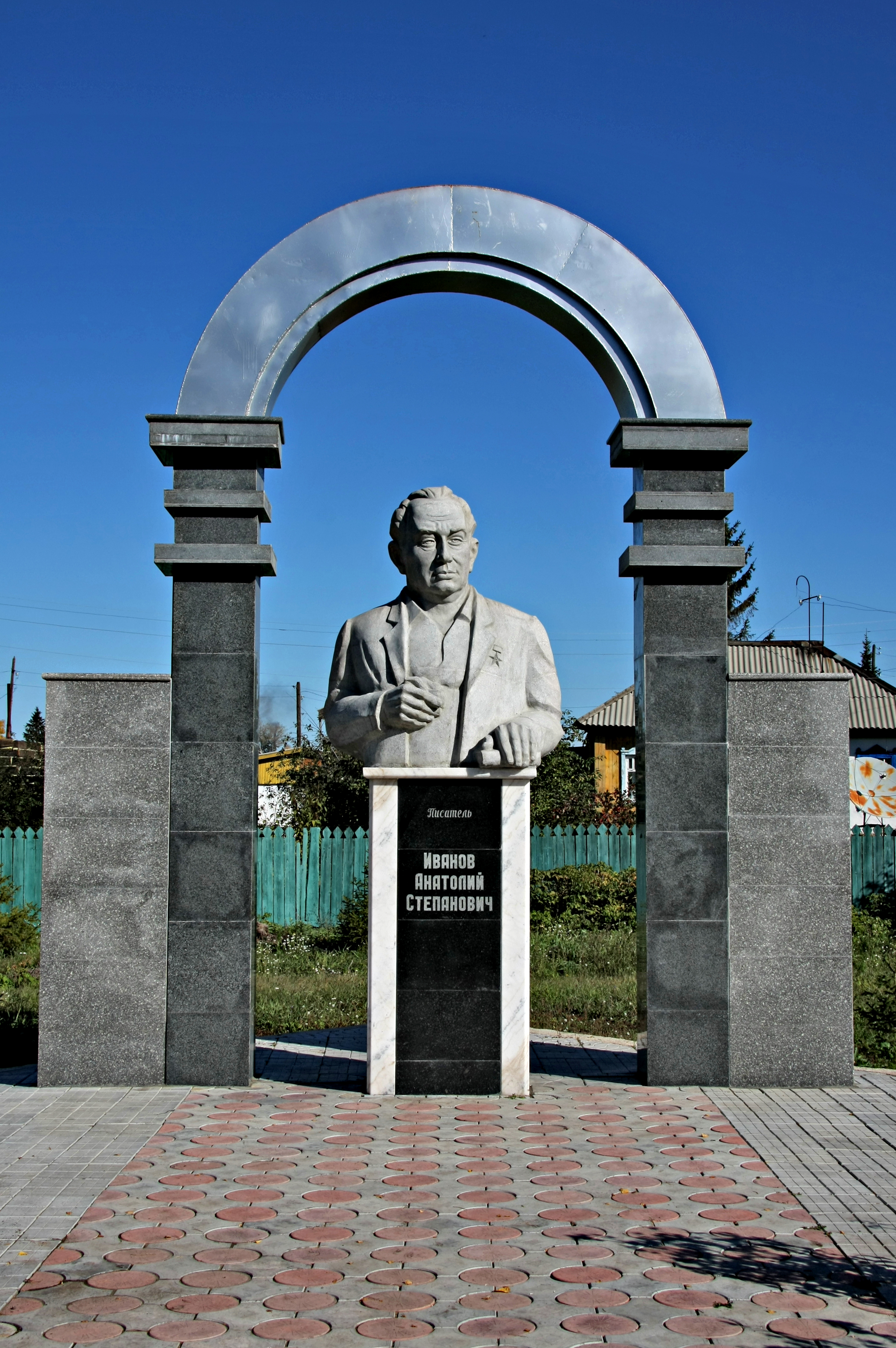
Бюст писателя Анатолия Степановича Иванова

Ранее Шемонаевское селение Змеиногорского уезда Томской губернии. В селении имелись: единоверческая церковь, сельская и церковно-приходская школы, почтовое отделение, несколько лавок, 3 кожевенных завода, 3600 жителей. Заселено в XVII веке польскими выходцами. Одно из первых упоминаний относится к 1766 году. В Шемонаихе ныне сохранилось 3 купеческие лавки: Мухамедшина 1906 года, Зоркальцева А. С. 1909 года и Филимонова 1913 года.
Шемонаиха значительно увеличилась после отмены крепостного права. В 1918 году в ходе гражданской войны в селе вспыхнуло крестьянское восстание против мобилизации, позже место расстрела повстанцев названо Сопкой Фомина (расположена на холме, близ речки Шемонаиха), где и установлен памятник. Спустя несколько месяцев отряды Аннкенкова подавили восстание и устроили там резню[уточнить].
До начала 1920-х село Шеманаевское входило в состав Александровской волости Змеиногорского уезда Алтайской губернии. В 1921 году постановлением ВЦИК РСФСР село в месте с волостью было подчинено Киргизской АССР и передано в Семипалатинский уезд.
В 1960-х годах началось промышленное освоение Николаевского карьера и возведение меднохимического комбината, в 1962 был сдан автомобильный мост через реку Убу. В 1964 году был построен первый четырёхэтажный жилой дом, с него началось возведение современного многоэтажного микрорайона.
В настоящее время[уточнить] в городе действует 15 промышленных предприятий, включая ТОО «Исток», выпускающее 27 видов молочной продукции.
В честь писателя переименована улица Советская (ранее улица Большая), в улицу Анатолия Иванова.

## Население
| 1939    | 1959    | 1970    | 1979    | 1989    | 1999    | 2009    |
| ------- | ------- | ------- | ------- | ------- | ------- | ------- |
| 10 518  | ↗15 916 | ↗20 565 | ↗22 612 | ↗23 607 | ↘19 924 | ↘19 127 |
| 2021    |         |         |         |         |         |         |
| ↘18 448 |         |         |         |         |         |         |

В 1999 году население города составляло 19 924 человека (9 247 мужчин и 10 677 женщин). По данным переписи 2009 года в городе проживало 19 127 человек (8 969 мужчин и 10 158 женщин).
По данным на 1 января 2018 года население города составляло 18 179 человек (8 505 мужчин и 9 674 женщины).